# Bassuet
Bassuet – miejscowość i gmina we Francji, w regionie Grand Est, w departamencie Marna.
Według danych na rok 1990 gminę zamieszkiwało 391 osób, a gęstość zaludnienia wynosiła 46 osób/km².